# Schimmelnagel
Onychomycose ofwel schimmelnagel, in de volksmond ook wel ten onrechte kalknagel genoemd, is een schimmelinfectie van de nagels. Het is de meest voorkomende aandoening van de nagel; de helft van alle nagelaandoeningen betreft onychomycose.
Hoewel onychomycose vooral bij de teennagel voorkomt kunnen ook de vingernagels besmet raken. Ca 6 tot 8% van de volwassenen heeft last van onychomycose. De meest voorkomende veroorzakers zijn de schimmels Trichophyton rubrum en Tricophyton interdigitale.
In de differentiaaldiagnose staat onder andere nagelpsoriasis wat een sterke overeenkomst kan vertonen.

## Behandeling
De nagel kan in zijn geheel worden verwijderd, of iemand moet gedurende de totale tijd die nodig is om een nieuwe nagel te laten groeien medicatie tegen schimmels gebruiken. Dit kan wel 6 tot 9 maanden duren. Behandeling is echter meestal niet noodzakelijk: een schimmelnagel is in de eerste plaats een cosmetisch probleem.
Bij een schimmelinfectie bij een nagel wordt vaak het middel terbinafine hydrochloride voorgeschreven dat per tablet wordt ingenomen. De patiënt dient deze kuur af te maken en dit neemt zo'n 12 weken in beslag. Lokale toediening op de plaats van de aandoening met een zalf of crème die terbinafine bevat is vaak niet voldoende effectief. 
Een Cochrane review van 2020 onderzocht het effect van lokale behandelingen met medicatie of een apparaat zoals laser. In deze review werden 56 studies opgenomen. Deelnemers hadden meer dan 1 aangedane teennagel met vooral milde tot matige onychomycosis. De studies duurden 48 tot 52 weken. De meeste studies gingen het effect na van alleen lokale medicatie, 9% bekeek het effect van apparaten en 11% een combinatie-behandeling. Er bestaat bewijs van matige kwaliteit voor de effectiviteit van plaatselijk toegediende medicatie (ciclopirox 8% hydrolaquer) voor schimmelnagels. Nevenwerkingen zijn zeldzaam, enkel lokaal en mogelijk niet hoger dan voor placebo. De behandeling moet voldoende lang worden aangehouden. Deze review vergeleek niet met orale behandelingen.